# Asteronectrioidea heveicola
Asteronectrioidea heveicola är en svampart som beskrevs av Cant. 1948. Asteronectrioidea heveicola ingår i släktet Asteronectrioidea, divisionen sporsäcksvampar och riket svampar.   Inga underarter finns listade i Catalogue of Life.